# Jimi Trout
Jimi Trout est un artiste de décors pour l'animation ayant travaillé pour les studios Disney.

## Filmographie
- 1946 : La Boîte à musique
- 1948 : Danny, le petit mouton noir
- 1955 : La Belle et le Clochard
- 1959 : Donald au pays des mathémagiques